# Judelnik
Judelnik (bulgariska: Юделник) är ett distrikt i Bulgarien.   Det ligger i kommunen Obsjtina Slivo Pole och regionen Ruse, i den nordöstra delen av landet, 270 km nordost om huvudstaden Sofia.
Trakten runt Judelnik består till största delen av jordbruksmark. Runt Judelnik är det ganska glesbefolkat, med 35 invånare per kvadratkilometer.